# Kumar Navale
Kumar T. Navale (ur. w 1897, zm. ?) – indyjski zapaśnik, olimpijczyk.
Navale wystartował w zapasach na igrzyskach w Antwerpii. W 1/32 finału miał wolny los zaś w 1/16 zmierzył się z Amerykaninem Charleyem Johnsonem, późniejszym brązowym medalistą. Navale przegrał i odpadł z rywalizacji.